# Côtes du Vivarais

Eine Übersicht der einzelnen Appellationen des Weinbaugebiets Rhône. Zoom A zeigt die südlich gelegenen Appellationen bei Avignon und Zoom B stellt die nahe Lyon gelegenen Weinbaugebiete dar. Die Appellation Côtes du Vivarais ist im Zoom A dargestellt

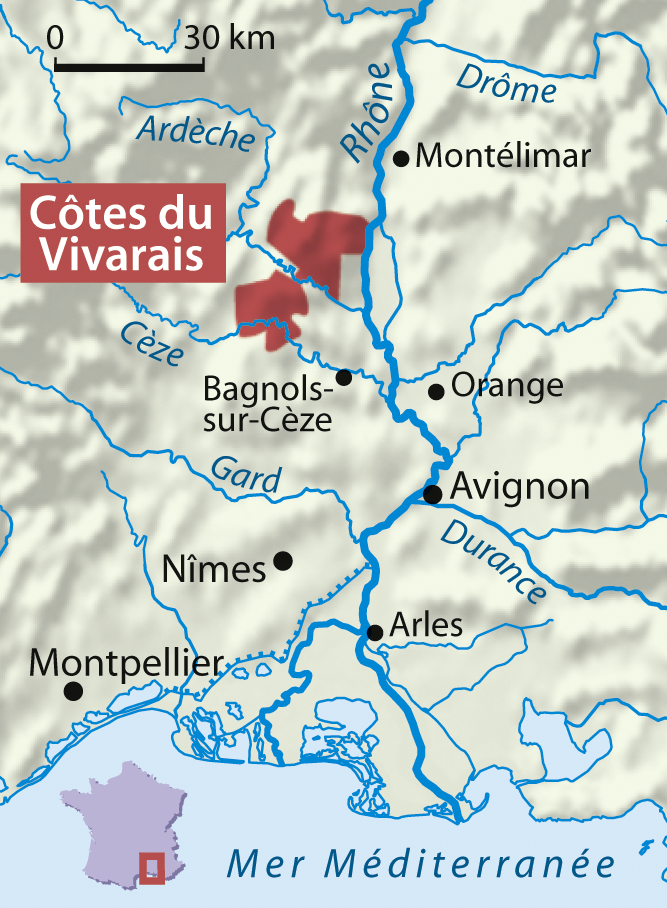
Genauerer Lageplan der Appellation

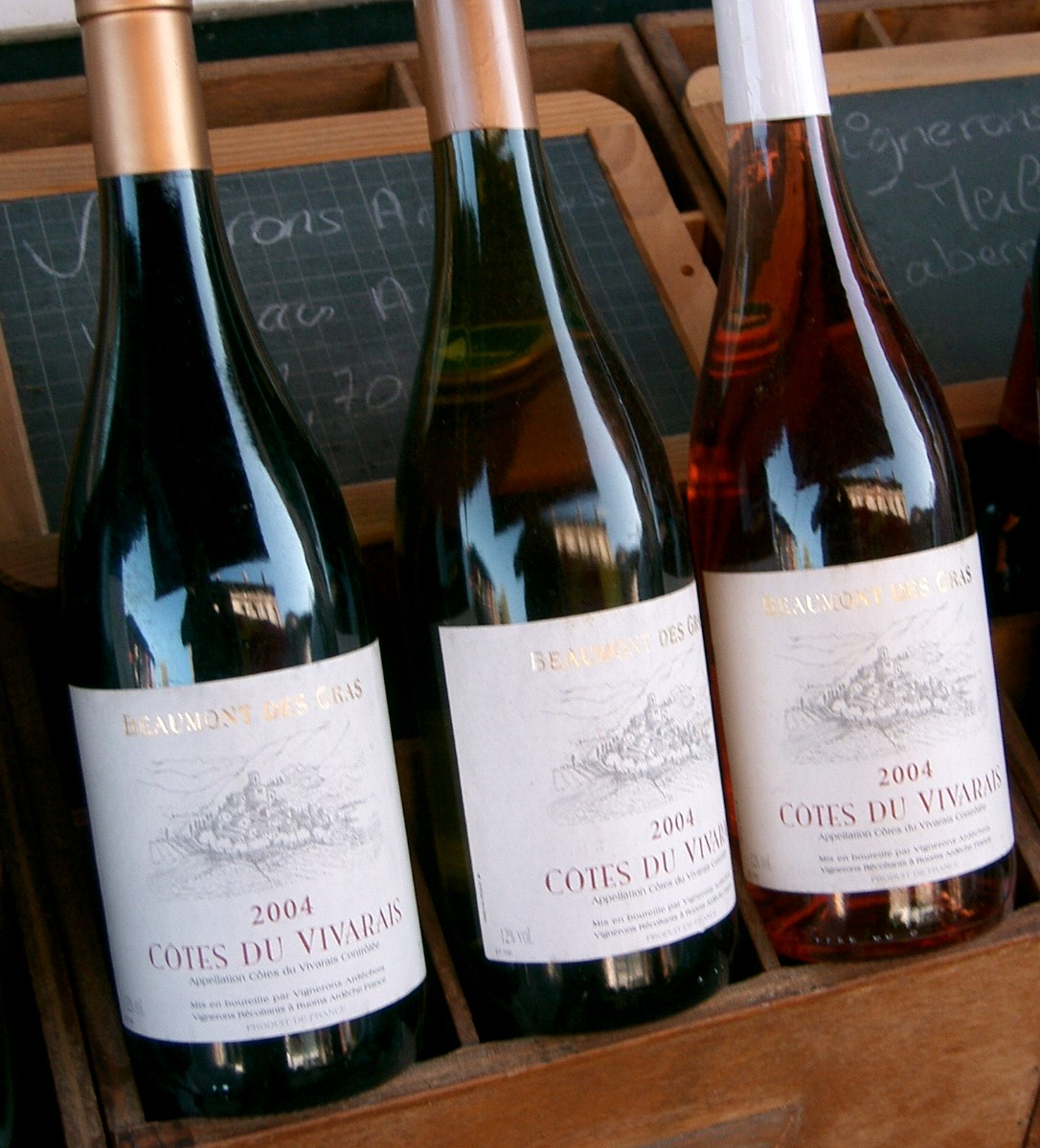
Bouteilles de l’AOC côtes-du-vivarais

Das Weinbaugebiet Côtes du Vivarais liegt im nördlichen Abschnitt des Weinbaugebiets Rhône auf der orographisch rechten Seite der Rhône gegenüber der am anderen Flussufer liegenden AOC Grignan-les-Adhémar. Zentral im Anbaugebiet liegt der Fluss Ardèche mit vielfältigen touristischen Möglichkeiten.

## Jüngere Geschichte
Die ehemalige VDQS (diesen Status errang das Gebiet am 8. August 1962) wurde erst am 23. September 1999 als Appellation d’Origine Contrôlée (kurz AOC) klassifiziert. Die Weinberge umfassen zurzeit rund 650 Hektar Rebfläche verteilt auf die 14 Gemeinden Orgnac-l’Aven, Saint-Montan, Saint-Remèze, Lagorce, Vinezac, Gras, Larnas, Bidon, Labastide-de-Virac (alle im Ardèche) sowie Barjac, Issirac, Saint-Privat-de-Champclos, Montclus und Le Garn im Département Gard. Die Gemeinden Orgnac-l’Aven (berühmt für ihre Laugungshöhle im Karst), Saint-Remèze und Saint-Montan dürfen der Appellation ihren Namen hinzufügen. Insgesamt wurden 4.734 Hektar potentielle Rebfläche für diese Appellation definiert. Im Jahr 2005 wurden auf 554 Hektar deklarierter Fläche insgesamt 20.133 Hektoliter Wein produziert.
Noch in den 1950er Jahren wurde in dieser Region zu 99 % einfacher Tafelwein hergestellt. Die Weine wurden als Fassware an Großhändler zwecks Verschnitt verkauft. Vorrangiges Ziel war ein hoher Ertrag bei geringem Aufwand. So kamen in dieser Zeit noch häufig Hybridreben wie die Sorte Couderc 13 zum Einsatz, die sehr pilzresistent und frosthart sind.
- Der Rotwein wird aus mindestens 90 % Grenache (Einzelanteil mindestens 30 %) und Syrah (Einzelanteil mindestens 40 %), Cinsault und Carignan verschnitten. Die Rebsorte Carignan ist nur noch bis zum Jahr 2017 zugelassen.
- Der Roséwein enthält zumindest zwei der drei Sorten Syrah (mindestens 25 %), Grenache und Cinsault mit je maximal 80 %.
- Der Weißwein muss aus zumindest zwei der drei Rebsorten Clairette Blanche, Grenache Blanc und Marsanne blanche mit je maximal 80 % Anteil bestehen.